# کوجو یوشیتسونه
کوجو یوشیتسونه، فوجیوارا نو یوشیتسونه ((به ژاپنی: 九条 良経 Kujō Yoshitsune); ۱ ژانویهٔ ۱۱۶۹ – ۱ ژانویهٔ ۱۲۰۶) پسر فوجیوارا نو کانه‌زانه، شاعر، نویسنده، و خوشنویس در اواخر دوره هی‌آن و اوایل دوره کاماکورا اهل ژاپن بود.